# Nord-Süd-Fernbahn
| Strecke zwischen Tunnelausgang und Südkreuz im Jahr 2009 mit einem Interconnex |                                                            |                                            |                                       |
| Streckennummer (DB): | 6171 (Gesamtstrecke) 6134 (Berlin Hbf–Berlin Südkreuz Süd) |                                            |                                       |
| Kursbuchstrecke (DB): | 203, 204, 205                                              |                                            |                                       |
| Streckenlänge: | 9,053 km                                                   |                                            |                                       |
| Spurweite: | 1435 mm (Normalspur)                                       |                                            |                                       |
| Streckenklasse: | D4                                                         |                                            |                                       |
| Stromsystem: | 15 kV 16,7 Hz ~                                            |                                            |                                       |
| Maximale Neigung: | 31,056 ‰                                                   |                                            |                                       |
| Streckengeschwindigkeit: | 120 km/h                                                   |                                            |                                       |
| Zugbeeinflussung: | PZB                                                        |                                            |                                       |
| Zweigleisigkeit: | durchgehend                                                |                                            |                                       |
| |                                                            |                                            |                                       |
| \| \| \| Ringbahn von Gesundbrunnen \| \| \| \| \| Berlin-Wedding (S-Bahn) \| ⊙ \| \| \| 0,000 \| Berlin-Wedding Abzw \| Berlin-Wedding Abzw \| \| \| \| Ringbahn nach Berlin-Moabit \| \| \| \| \| Berlin-Spandauer Schifffahrtskanal \| \| \| \| \| vom Güterbahnhof Berlin-Moabit \| ⊙ \| \| \| \| Berlin Hamb u Lehrt Bf \| ⊙ \| \| \| \| von Hamburg/Hannover \| ⊙ \| \| \| \| Beginn der Tunnelstrecke \| ⊙ \| \| \| \| Berlin Hbf Stadtbahn (S-Bahn) \| ⊙ \| \| \| 2,169 \| Berlin Hbf Stadtbahn (Fernbahn) \| ⊙ \| \| \| \| Spree \| \| \| \| \| Nord-Süd-Tunnel von Berlin-Friedrichstraße \| \| \| \| 4,196 \| Potsdamer Platz \| ⊙ \| \| \| \| Nord-Süd-Tunnel nach Anhalter Bahnhof \| \| \| \| \| Landwehrkanal \| \| \| \| \| Ende der Tunnelstrecke \| ⊙ \| \| \| \| Nord-Süd-Tunnel von Anhalter Bahnhof \| \| \| \| \| Wannseebahn nach Berlin-Wannsee \| \| \| \| \| von Anhalter Bahnhof \| \| \| \| \| Yorckstraße \| \| \| \| 7,946 \| Berlin Südkreuz Ringbahn \| ⊙ \| \| \| \| Gütergleise der Ringbahn \| \| \| \| \| A 100 \| \| \| \| \| Verbindungsgleis S-Bahn/Fernbahn \| \| \| \| \| Anhalter Vorortbahn nach Priesterweg \| \| \| \| \| Gütergleis vom Ring \| \| \| \| 9,053 \| Berlin Südkreuz Süd \| Berlin Südkreuz Süd \| \| \| \| Gütergleis nach Mariendorf \| \| \| \| \| nach Dresden \| \| \| \| \| nach Halle/Leipzig \| \| \| ⊙ = Koordinatenlink \| \| \| \| |                                                            |                                            |                                       |
| Strecke · Strecke |                                                            | Ringbahn von Gesundbrunnen                 | Ringbahn von Gesundbrunnen            |
| S-Bahnhof · Strecke |                                                            | Berlin-Wedding (S-Bahn)                    | ⊙                                     |
| Strecke · Blockstelle | 0,000                                                      | Berlin-Wedding Abzw                        | Berlin-Wedding Abzw                   |
| Strecke nach rechts · Abzweig geradeaus und nach rechts |                                                            | Ringbahn nach Berlin-Moabit                | Ringbahn nach Berlin-Moabit           |
| Brücke über Wasserlauf |                                                            | Berlin-Spandauer Schifffahrtskanal         | Berlin-Spandauer Schifffahrtskanal    |
| Strecke quer · Kreuzung geradeaus oben · Strecke von rechts |                                                            | vom Güterbahnhof Berlin-Moabit             | ⊙                                     |
| Strecke · Betriebs-/Güterbahnhof Streckenende |                                                            | Berlin Hamb u Lehrt Bf                     | ⊙                                     |
| Abzweig geradeaus und von rechts |                                                            | von Hamburg/Hannover                       | ⊙                                     |
| Tunnelanfang |                                                            | Beginn der Tunnelstrecke                   | ⊙                                     |
| S-Bahn-Turmhaltepunkt (im Tunnel) |                                                            | Berlin Hbf Stadtbahn (S-Bahn)              | ⊙                                     |
| Turmbahnhof (im Tunnel) | 2,169                                                      | Berlin Hbf Stadtbahn (Fernbahn)            | ⊙                                     |
| Strecke unter Wasserlauf (im Tunnel) |                                                            | Spree                                      | Spree                                 |
| Strecke (im Tunnel) · Strecke von links (im Tunnel) |                                                            | Nord-Süd-Tunnel von Berlin-Friedrichstraße |                                       |
| Haltepunkt / Haltestelle (im Tunnel) · S-Bahnhof (im Tunnel) | 4,196                                                      | Potsdamer Platz                            | ⊙                                     |
| Strecke (im Tunnel) · Strecke nach links (im Tunnel) |                                                            | Nord-Süd-Tunnel nach Anhalter Bahnhof      | Nord-Süd-Tunnel nach Anhalter Bahnhof |
| Strecke unter Wasserlauf (im Tunnel) |                                                            | Landwehrkanal                              | Landwehrkanal                         |
| Tunnelende |                                                            | Ende der Tunnelstrecke                     | ⊙                                     |
| Strecke von links (im Tunnel) · Kreuzung mit Tunnelstrecke |                                                            | Nord-Süd-Tunnel von Anhalter Bahnhof       | Nord-Süd-Tunnel von Anhalter Bahnhof  |
| Abzweig geradeaus und nach rechts (im Tunnel) · Strecke |                                                            | Wannseebahn nach Berlin-Wannsee            | Wannseebahn nach Berlin-Wannsee       |
| Tunnelende · Abzweig geradeaus und ehemals von links |                                                            | von Anhalter Bahnhof                       | von Anhalter Bahnhof                  |
| S-Bahn-Halt · Strecke |                                                            | Yorckstraße                                | Yorckstraße                           |
| Turm-S-Bahnhof geradeaus unten · Turmbahnhof geradeaus unten | 7,946                                                      | Berlin Südkreuz Ringbahn                   | ⊙                                     |
| Kreuzung geradeaus unten · Kreuzung geradeaus unten |                                                            | Gütergleise der Ringbahn                   | Gütergleise der Ringbahn              |
| Brücke · Brücke |                                                            | A 100                                      | A 100                                 |
| Abzweig geradeaus und von links · Abzweig geradeaus und nach rechts |                                                            | Verbindungsgleis S-Bahn/Fernbahn           | Verbindungsgleis S-Bahn/Fernbahn      |
| Strecke nach halbrechts · Strecke |                                                            | Anhalter Vorortbahn nach Priesterweg       | Anhalter Vorortbahn nach Priesterweg  |
| Abzweig geradeaus und von links |                                                            | Gütergleis vom Ring                        | Gütergleis vom Ring                   |
| Blockstelle | 9,053                                                      | Berlin Südkreuz Süd                        | Berlin Südkreuz Süd                   |
| Abzweig geradeaus und nach links |                                                            | Gütergleis nach Mariendorf                 | Gütergleis nach Mariendorf            |
| Abzweig geradeaus und ehemals nach links |                                                            | nach Dresden                               | nach Dresden                          |
| Strecke |                                                            | nach Halle/Leipzig                         | nach Halle/Leipzig                    |
| ⊙ = Koordinatenlink |                                                            |                                            |                                       |

Die Nord-Süd-Fernbahn, auch Nord-Süd-Verbindung genannt, ist eine viergleisige Hauptbahnstrecke in Berlin. Die 2006 eröffnete elektrifizierte Trasse ist zentraler Bestandteil des 1992 beschlossenen „Pilzkonzeptes“ der Deutschen Bahn für den Fern- und Regionalverkehr der Bundeshauptstadt.
Kernstück ist der über 3,5 Kilometer lange Tunnel Nord-Süd-Fernbahn vom Ortsteil Moabit im nördlichen Bereich des Berliner Hauptbahnhofs zum Park am Gleisdreieck in Kreuzberg. Im Tunnel liegen der untere Teil des Hauptbahnhofs und der Haltepunkt Potsdamer Platz. Oberirdisch im südlichen Teil der Strecke befindet sich der Bahnhof Südkreuz.

## Streckenverlauf

### Allgemeines
Die Nord-Süd-Fernbahn verbindet auf vier Gleisen den nördlichen Teil der Berliner Ringbahn über Hauptbahnhof und Potsdamer Platz mit der Schöneberger Station Südkreuz an der Anhalter- und Dresdener Bahn. Das innere Gleispaar (Strecke 6171) zweigt in Berlin-Wedding Abzw von der Ringbahn aus östlicher Richtung ab und verläuft von dort Richtung Süden. Über die Bahnstrecke Berlin–Lehrte wird die Strecke auch mit der Ringbahn aus westlicher Richtung verbunden. Sie geht im Hauptbahnhof in das äußere Gleispaar (Strecke 6134) über. Im Zuge des Pilzkonzeptes wurde die Lehrter Bahn in diesem Bereich teilweise neutrassiert. Der Tunnel Nord-Süd-Fernbahn und die nordöstliche Ringbahnanbindung Richtung Wedding sind Neubauten. Das südliche oberirdische Teilstück liegt auf der Trasse der ehemaligen Anhalter Bahn.
Die Entwurfsgeschwindigkeit wurde 2006 mit 140 km/h angegeben, der minimale Gleisabstand mit 4,0 Metern. Der Verlauf der Gradiente ist von zahlreichen Unter- und Überquerungen geprägt und weist Steigungen von bis zu 25 Promille, mit punktuellen Spitzenwerten bis zu 31,056 Promille, auf. Die zulässige Geschwindigkeit beträgt 120 km/h, zulässig ab dem Beginn der Tunnelröhren im Südkopf des Hauptbahnhofs (km 3,132). Im Tunnelabschnitt im Nordkopf des Hauptbahnhofs (km 1,450 bis 1,788) sind bis zu 100 km/h zulässig, wobei oftmals geringere Geschwindigkeiten signalisiert werden.

### Betriebliche Bezeichnungen
Die betrieblichen Abkürzungen der an der Strecke liegenden Bahnhöfe orientieren sich noch an den früheren Bezeichnung der Betriebsstellen. Berlin Hauptbahnhof (betriebsintern auch Berlin Hauptbahnhof – Lehrter Bahnhof genannt) hat BL, was für den früheren Lehrter Bahnhof steht. Die Abkürzung für Berlin Südkreuz ist BPAF und bezieht sich auf den Fernbahnteil des früheren Bahnhofs Papestraße.

### Nordteil

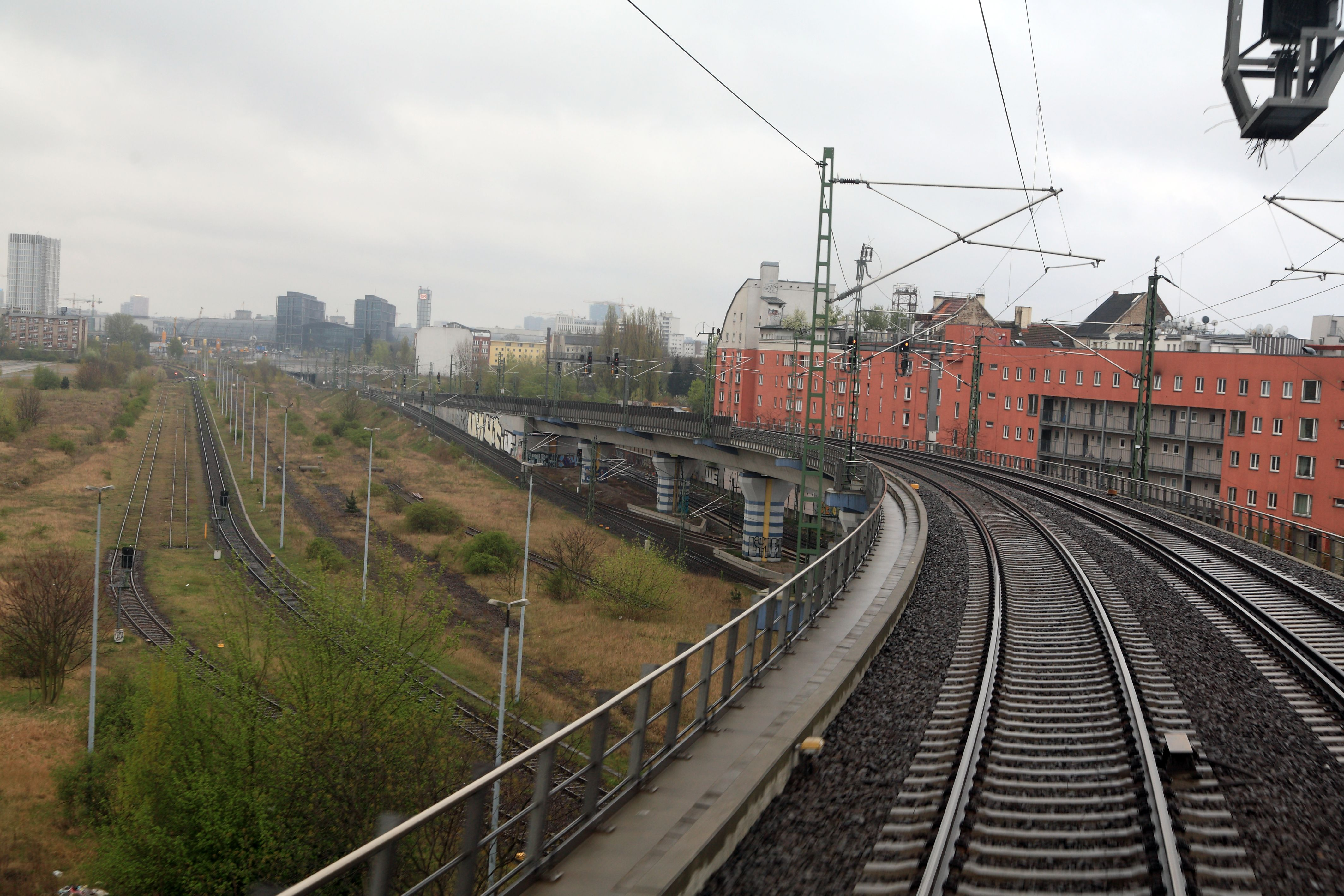
Der „Überflieger“ aus Richtung Osten: links der ehemalige Umschlagbahnhof Bln Hamburger und Lehrter Gbf (HuL) an der Heidestraße. Unten neben der Rampe die Ferngleise Richtung Westen (rechts) nach Moabit und Spandau

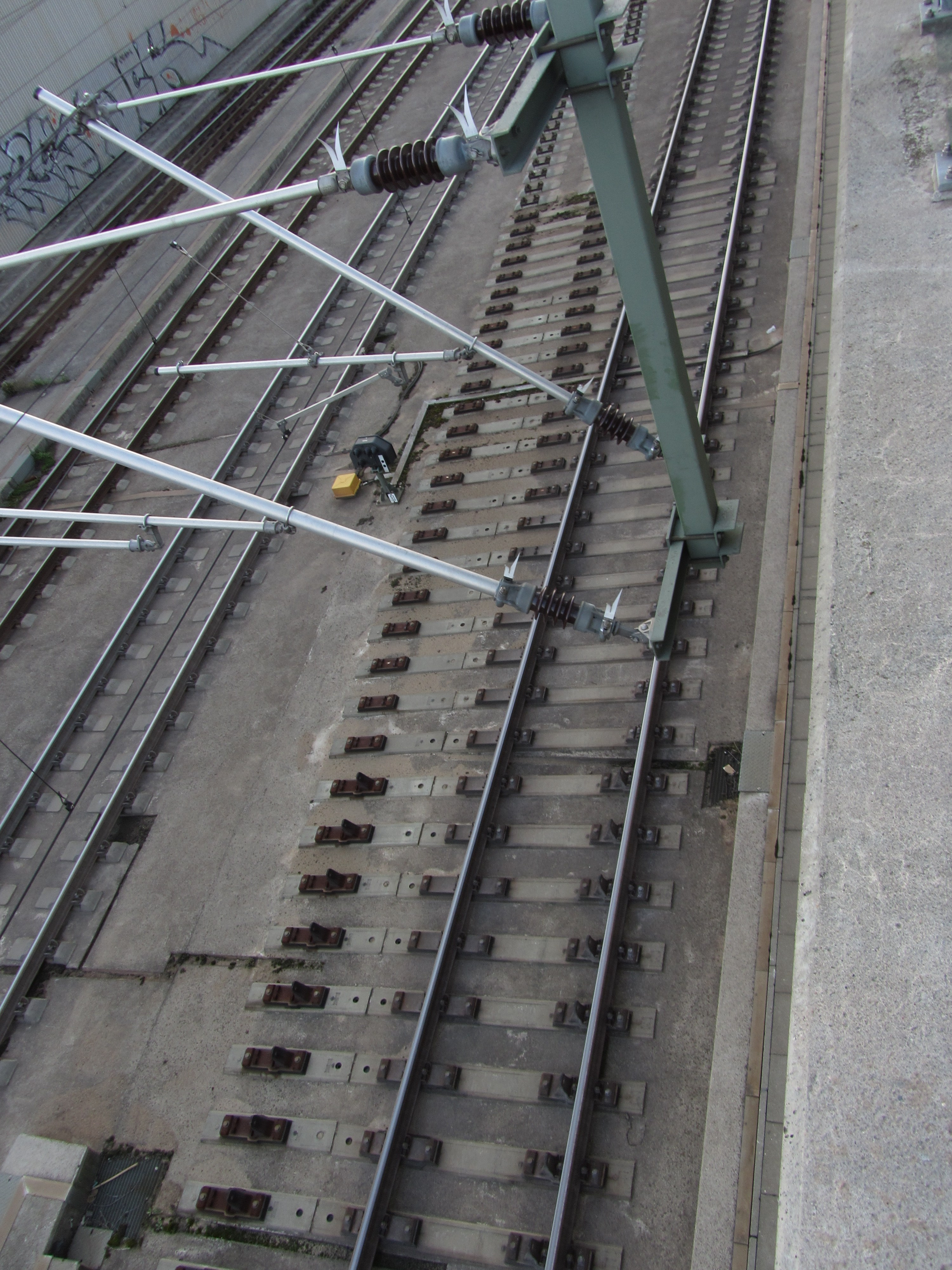
Vorbereiteter Gleiswechsel in der Festen Fahrbahn am Nordportal des Tunnels

Von Richtung Osten fädelt die Strecke an der Abzweigstelle Berlin-Wedding Abzw aus den Ferngleisen der Ringbahn niveaufrei nach Südwesten aus und überquert zunächst das südliche Ferngleis der Ringbahn. Auf dem sogenannten „Überflieger“, einer 570 Meter langen und bis zu zwölf Meter hohen Brücke, überquert sie den Berlin-Spandauer Schifffahrtskanal, die Perleberger Straße, die alten Gleistrassen zur Anbindung des früheren Güterbahnhofs Spreeufer auf dem Moabiter Werder und des 2003 geschlossenen Umschlagbahnhofs Hamburger und Lehrter Bahnhof (HuL) an der Heidestraße, sowie einen Teil des neuen Verlaufs der Lehrter Bahn. Der „Überflieger“ musste besonders hoch gestaltet werden, weil die Perleberger Straße ihrerseits die Lehrter Bahn überquert. Im Anschluss senkt sich die Strecke Richtung Süden wieder und vereinigt sich vor dem Eingang zum Tunnel mit den Gleisen der Lehrter Bahn. Die nördliche Tunnelrampe hat ein Gefälle von 25 Promille.

### Tunnel
Dicht hinter dem Tunnelmund liegt der achtgleisige untere Bahnhofsteil des Berliner Hauptbahnhofs. Südlich des Bahnhofs wird die Spree unterquert. Die Tunnelstrecke wendet sich nach Südosten zum Haltepunkt Potsdamer Platz und anschließend wieder nach Süden. Sie unterquert den Landwehrkanal und kommt im Bereich des U-Bahnhofs Gleisdreieck auf einer Rampe mit 30 Promille Steigung wieder an die Oberfläche. Im Tunnel und auf den Tunnelrampen ist eine Feste Fahrbahn installiert.

### Südteil

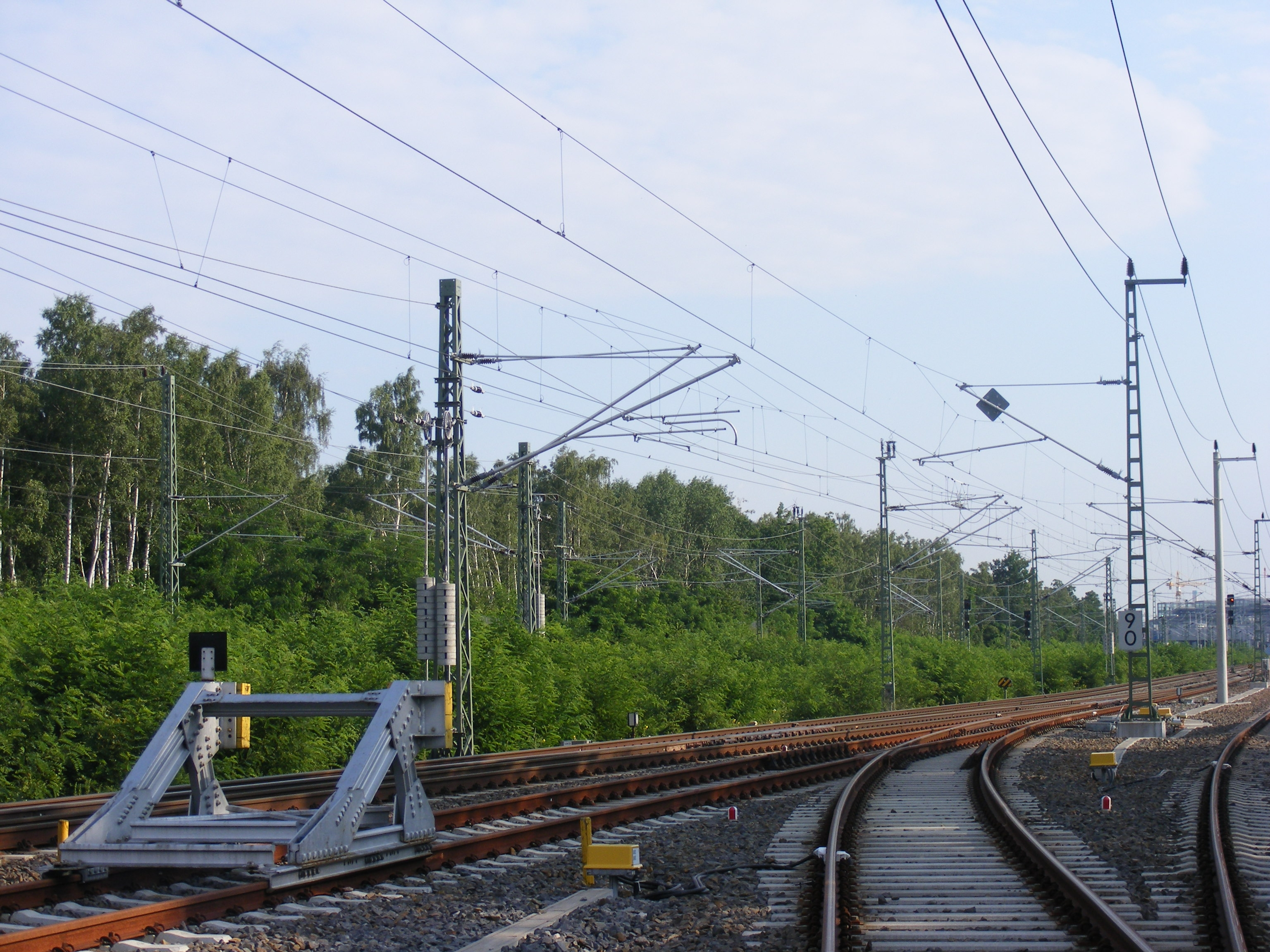
Berlin Südkreuz Süd Abzw. Der Prellbock stand im Gleis der Dresdener Bahn, der Bahnhof Südkreuz liegt im Hintergrund rechts

Östlich des Tunnelausgangs liegt das Gelände des nicht mehr genutzten Anhalter Güterbahnhofs mit dem Park am Gleisdreieck, den die Bahntrasse in den Ostpark und den Westpark teilt. Im Bereich der Yorckbrücken führt sie zwischen den westlich gelegenen Überwerfungsbauwerken der S-Bahn und den nicht mehr genutzten Güterbahnbrücken über die Yorckstraße. Weiter in Richtung Süden verläuft die Fernbahn auf der Trasse der Anhalter Bahn (Berlin – Halle) parallel zur S-Bahn (Anhalter Vorortbahn). Der Bahnhof Berlin Südkreuz besteht im unteren Teil aus einem S-Bahnsteig und drei Fernbahnsteigen, darüber liegt der S-Bahnsteig der Ringbahn. Hinter dem Bahnhof Südkreuz durchquert die Strecke das ausgedehnte Areal des ehemaligen Rangierbahnhofs Tempelhof. Die früheren Ferngleise der Anhalter Bahn verliefen weiter westlich neben den S-Bahn-Gleisen im heutigen Natur-Park Südgelände.
Als Streckenende gilt Berlin Südkreuz Süd Abzw, Abzweigstelle und Bahnhofsteil am südlichen Kopf des Bahnhofs Berlin Südkreuz, mehr als einen Kilometer südlich des Bahnsteigbereichs. Die Strecke geht dort in die Anhalter Bahn über. In diesem Bereich ist die niveaufreie Ausfädelung der noch nicht fertiggestellten Dresdener Bahn vorbereitet. Des Weiteren besteht in diesem Bereich eine Verbindung zum Gütergleis von Tempelhof nach Mariendorf.

## Geschichte

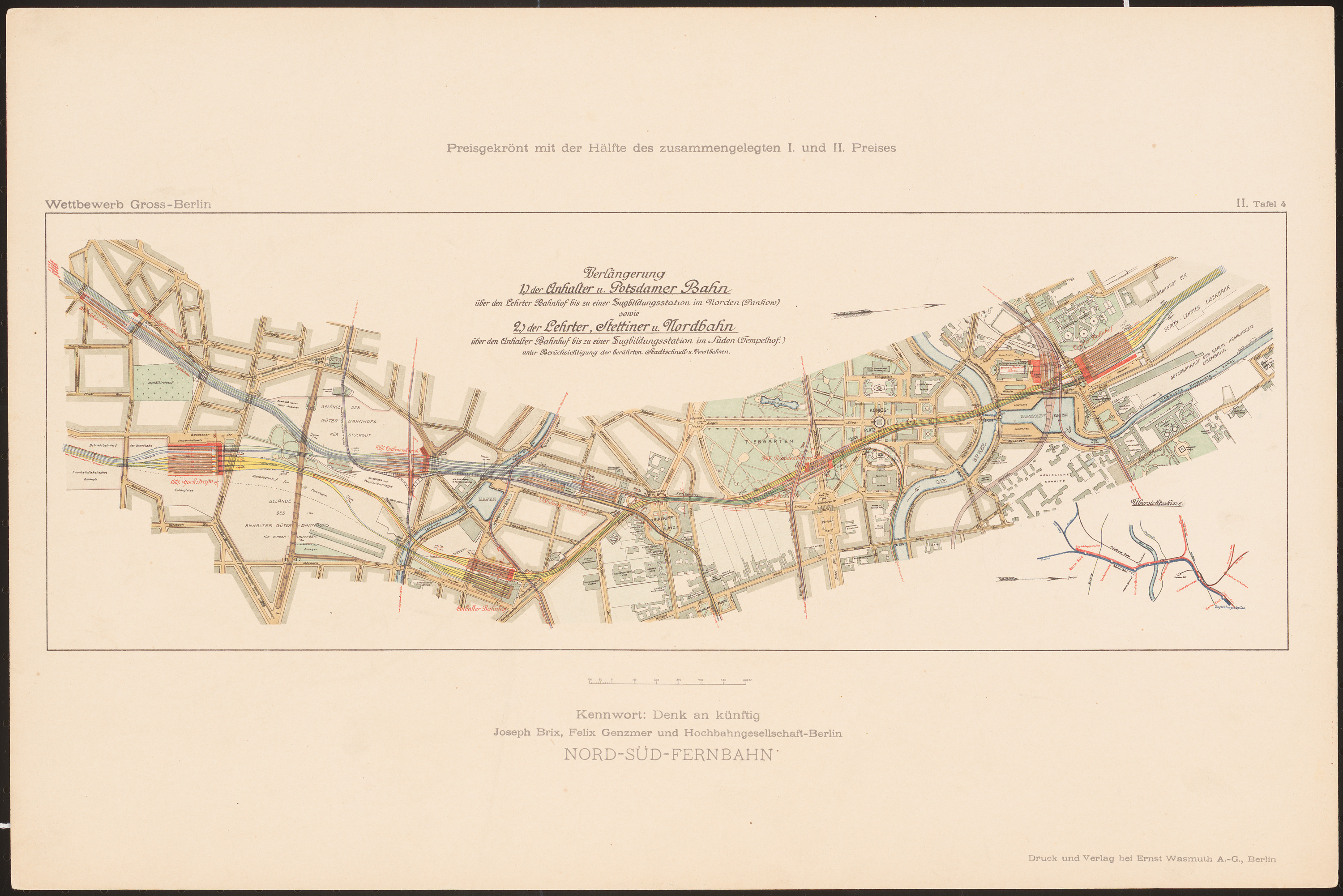
Entwurf für eine Nord-Süd-Fernbahn 1910

In Ost-West-Richtung ist bereits seit 1882 die Durchquerung des zentralen Bereichs von Berlin über die Berliner Stadtbahn möglich. 1910 wurden im Wettbewerb Groß-Berlin Entwürfe für vergleichbare Konzepte in Nord-Süd-Richtung eingereicht. So hatten Josef Brix, Felix Genzmer und die Hochbahngesellschaft einen Entwurf über eine Nord-Süd-Fernbahn eingereicht, die vom Lehrter Bahnhof über den Potsdamer Bahnhof zur Yorckstraße führen sollte. Damit sollten aus den bisherigen Kopfbahnhöfen Durchgangsbahnhöfe werden. Für die Zugbildung waren die Stationen in Pankow und Tempelhof vorgesehen.
Der in den 1930er Jahren entstandene Nord-Süd-Tunnel durch die Innenstadt dient lediglich dem S-Bahn-Verkehr.
Mit der deutschen Wiedervereinigung im Jahr 1990 wurde erneut eine Nord-Süd-Verbindung für den Fernverkehr durch Berlin diskutiert. Der Grund war, dass die bestehende Stadtbahn einerseits für viele Verbindungen einen Umweg bedeutete, andererseits wurde erwartet, dass sie bald an ihre Kapazitätsgrenzen stoßen würde. Unter den verschiedenen diskutierten Varianten setzte sich schließlich das Pilzkonzept durch, das eine teilweise unterirdische Nord-Süd-Verbindung vorsah, die die Stadtbahn im Bereich des Lehrter Bahnhof kreuzte.
Im April 1992 wurde das Pilzkonzept in den Bundesverkehrswegeplan aufgenommen. Kernstück sollte dabei eine gut acht Kilometer lange Neubaustrecke durch die Stadt mit einem etwa 3,5 Kilometer langen Tunnel sein. Baubeginn war am 13. Oktober 1995. Im Jahr 2001 begannen die Umbauarbeiten des S-Bahnhofs Papestraße zum neuen Fernverkehrsbahnhof Berlin Südkreuz. Ab 2002 wurde der oberirdische Südabschnitt der Strecke gebaut.
Am 9. Juli 1997 kam es bei Tunnelarbeiten nahe dem Landwehrkanal zu einem Wassereinbruch. Bis zur Klärung der Schuldfrage mussten die Bauarbeiten mehrere Monate eingestellt werden. Mitte 1999 rechnete man mit einer Fertigstellung der Strecke im Jahr 2004.
Nach weiteren Verzögerungen fand die Einweihung von Strecke, Tunnel und Hauptbahnhof schließlich am 27. Mai 2006 statt, einen Tag später begann der fahrplanmäßige Betrieb, gerade noch rechtzeitig zur seinerzeitigen Fußball-Weltmeisterschaft, die in Deutschland ausgerichtet wurde.
Gegenüber den ursprünglichen Planungen wurde der Umfang des Projektes deutlich reduziert. Eine Verbindung zur Stammbahn in Richtung Potsdam wurde nicht gebaut, lediglich ihre Anbindung im Südteil des Tunnels baulich vorbereitet. Ebenso wurde die Dresdener Bahn auf Berliner Gebiet noch nicht wieder aufgebaut. So wurde der Bahnhof Berlin Südkreuz zunächst nur mit zwei der drei Fernbahnsteige eröffnet. Der dritte Bahnsteig wurde erst nachträglich Ende 2007 an das Netz angeschlossen, um zusätzliche Kapazitäten im Störungsfall zur Verfügung zu haben.
Am 11. November 2019 wurde die Strecke zwischen Berlin-Wedding Abzw. und Berlin Südkreuz zum überlasteten Schienenweg erklärt.
Nach Einschätzung von DB Netz werden die zwischen Hauptbahnhof und Südkreuz noch bestehenden freien Trassen bis 2026 allesamt belegt sein, der Kapazitätsverbrauch insbesondere durch einen starken Zuwachs von Schienenpersonennahverkehr (mit Halt am Potsdamer Platz) deutlich ansteigen. Die Zahl der täglichen Regionalzüge soll gegenüber 2020 von 149 auf 383 steigen, die der Fernzüge von 139 auf 189. Der Infrastrukturbetreiber rechnet im Jahr 2026 mit einer mangelhaften Betriebsqualität. Im dritten Gutachterentwurf des Deutschlandtaktes sind noch höhere Zugzahlen hinterlegt. DB Netz beabsichtigt nach einem im Oktober 2020 vorgelegten Plan, die Blockteilung im Tunnel zu verdichten. Ein Zeitraum der Umsetzung ist in diesem Plan nicht absehbar. 2025 sollen ferner zusätzliche Weichen in Berlin Hauptbahnhof eingebaut werden.
Aufgrund von Arbeiten an einem neuen Stellwerk soll der Abschnitt zwischen Berlin Südkreuz und Berlin Hauptbahnhof vom 24. Oktober bis 13. Dezember 2025 gesperrt werden.

## Kosten
Die Kosten für das Vorhaben der Nord-Süd-Verbindung, das neben der Nord-Süd-Fernbahn auch den Hauptbahnhof, den Bahnhof Potsdamer Platz, den Bahnhof Südkreuz, ein Teilstück der B 96n (mit drei Kilometer langem Tunnel) und ein zwei Kilometer langes Teilstück der U-Bahn-Linie U5 umfasste, wurden 1994 mit über vier Milliarden Mark angegeben. Eine erste Teilfinanzierungsvereinbarung zwischen Bund und DB wurde im Oktober 1995 abgeschlossen. Sie umfasste den Nord-Süd-Fernbahntunnel. Eine endgültige Finanzierungsvereinbarung zum Gesamtvorhaben wurde am 26. August 1997 abgeschlossen. Sie sah Gesamtkosten von 2,036 Milliarden Euro vor, davon entfielen 1,728 Milliarden auf Schienenwege und wurden damit vom Bund finanziert (zuwendungsfähige Kosten). Eine Besonderheit der Vereinbarung lag in dem Eigenanteil von 500 Millionen Mark, der für die Deutsche Bahn vorgesehen war. Auf den Bund entfielen damit letztlich 1,472 Milliarden Euro, davon 1,280 Milliarden Euro Bau- und 192 Millionen Euro Planungskosten. Die Hälfte der Investitionen diente formal dem Nahverkehr. Die Europäische Union beteiligte sich ab 1998 mit rund 75 Millionen Euro (Stand: 2006).
Bis 2006 lagen die zuwendungsfähigen Kosten bei 1,645 Milliarden Euro, wovon 1,419 Milliarden Euro vom Bund zu tragen waren. Bis zum Abschluss des Vorhabens wurde mit durch den Bund zu tragenden Baukosten von 1,495 Milliarden Euro gerechnet, 17 Prozent über den zunächst veranschlagten Baukosten (1,280 Milliarden Euro).

## Verkehr
Die Strecke dient ausschließlich dem Personenverkehr, Güterverkehr ist nicht zugelassen. Die Zugangsbedingungen sehen darüber hinaus ein geschlossenes Toilettensystem vor, Wirbelstrombremsen dürfen nicht eingesetzt werden. Der Einsatz von Dieselfahrzeugen ist nur in Notfällen (Abschleppen eines havarierten Zuges) erlaubt.
Am Zugangebot hat sich zwischen Eröffnung der Strecke 2006 und 2016 nichts Wesentliches geändert, sieht man davon ab, dass die ICE-Linie Hamburg – Leipzig – München seit 2008 meistens in Berlin geteilt wird und so statt eines durchgehenden Zuges ein Zug Hamburg – Südkreuz und ein Zug Gesundbrunnen – München die Strecke befahren. Seit 2016 kommen neu die ICE-Züge der Linie 15 von Frankfurt am Main nach Berlin hinzu, die über die neu eröffnete Schnellfahrstrecke Erfurt–Halle geführt werden.
Folgende Tabelle zeigt die Linien des Fern- und Regionalverkehrs, die über die Nord-Süd-Fernbahn verkehren (Stand: 2015): Züge über Berlin-Spandau nutzen bis zur Vereinigung beider Strecken am Nordkopf des Hauptbahnhofs die neue Lehrter Bahn, Züge aus und über Berlin-Gesundbrunnen fahren ab der Abzweigstelle Berlin-Wedding über die Nord-Süd-Fernbahn. Alle Züge fahren über Berlin Hauptbahnhof, fast alle auch weiter bis Berlin Südkreuz.
| Linie  | Zuglauf | Takt                  |
| ------ | --- | --------------------- |
| ICE 11 | München – Stuttgart – Mannheim – Frankfurt (Main) – Fulda – Eisenach – Erfurt – Leipzig – Lutherstadt Wittenberg – Berlin | 120 min               |
| ICE 15 | Berlin – Halle – Erfurt – Frankfurt (Main)                                                                                | 120 min (Sprinter)    |
| ICE 18 | München – Nürnberg – Erfurt – Halle (Saale) – Bitterfeld – Berlin – Hamburg-Altona                                        | 120 min               |
| ICE 28 | München – Nürnberg – Erfurt – Leipzig – Lutherstadt Wittenberg – Berlin – Hamburg Hbf – Hamburg-Altona                    | 120 min               |
| ICE 29 | München – Nürnberg – Erfurt – Halle (Saale) – Berlin                                                                      | 5 Zugpaare (Sprinter) |
| ICE 91 | (Rostock –) Berlin – Halle – Erfurt – Nürnberg – Passau – Linz – Wien                                                     | ein Zugpaar am Tag    |
| EC 27  | Hamburg – Berlin – Dresden – Prag (– Wien/Budapest)                                                                       | ca. 120 min           |
| IC 51  | Binz – Berlin – Halle – Erfurt (– Ruhrgebiet)                                                                             | einzelne Züge         |
| RE3    | Stralsund/Schwedt – Berlin-Gesundbrunnen – Berlin Südkreuz – Jüterbog (– Lutherstadt Wittenberg)                          | 60 min                |
| RE4    | Rathenow – Berlin – Ludwigsfelde – Jüterbog (– Falkenberg/Elster)                                                         | 60 min                |
| RE5    | Rostock/Stralsund – Neustrelitz – Berlin – Wünsdorf-Waldstadt (– Elsterwerda)                                             | 60 min                |
| RB10   | Nauen – Berlin Südkreuz                                                                                                   | 60 min                |

Hinzu kommt eine Reihe von einzelnen Zügen. Eine Reihe von IC-Verstärkerzüge am Wochenende nach Hannover – Köln sowie Braunschweig – Frankfurt am Main nutzen die Strecke. Die meisten ICE- und IC-Züge in Richtung Braunschweig – Frankfurt fahren dagegen über die Berliner Stadtbahn. Seitens der Deutschen Bahn gab es angesichts der vergleichsweise geringen Auslastung der viergleisigen Strecke Überlegungen, diese ICE-Linien oder einen Teil davon über die Nord-Süd-Fernbahn nach Südkreuz zu schicken. Zunächst war geplant, die ICE aus Richtung Frankfurt nach Südkreuz zu führen. Diese Pläne zerschlugen sich allerdings, weil sich keine kostengünstigen Alternativen zur Wartung der Züge im – über die Stadtbahn leicht erreichbaren – Werk Rummelsburg boten. Seit Ende 2015 verkehrt die ICE-Linie 10 von Köln nach Berlin nicht mehr über die Berliner Stadtbahn, sondern von Berlin-Spandau in den unteren Teil des Hauptbahnhofs. Der größte Teil dieser Züge fährt weiter über den nördlichen Teil der Nord-Süd-Fernbahn nach Berlin-Gesundbrunnen.
Angesichts der fehlenden S-Bahn-Anbindung des Berliner Hauptbahnhofs in Nord-Süd-Richtung gab es Überlegungen, als S-Bahn-Ersatz die freien Kapazitäten der Nord-Süd-Fernbahn zu nutzen. Zeitweise wurden solche Züge während der Fußball-Weltmeisterschaft 2006 (unter der Bezeichnung S21) und während der Einschränkungen im Verkehr der S-Bahn Berlin im Sommer 2009 eingeführt. Überlegungen, einen solchen Betrieb dauerhaft einzuführen und unter der Bezeichnung SX-Bahn auch das Umland mit anzubinden, wurden von den Aufgabenträgern nicht weiterverfolgt, da u. a. nicht genügend Trassen zur Verfügung stehen und die behauptete Kostenneutralität auch nicht gegeben ist. Stattdessen soll ab 2019 ein neuer S-Bahn-Tunnel die nördliche Ringbahn mit dem Hauptbahnhof verbinden und später weiter zum Potsdamer Platz geführt werden. Vorleistungen hierfür wurden bereits beim Bau des Hauptbahnhofs erbracht, ebenso wurde die Trasse freigehalten.
Nach Fertigstellung der Dresdener Bahn soll der Flughafen-Express den Tunnel der Nord-Süd-Fernbahn nutzen.